# Leichtathletik-Europameisterschaften 2012/10.000 m der Männer

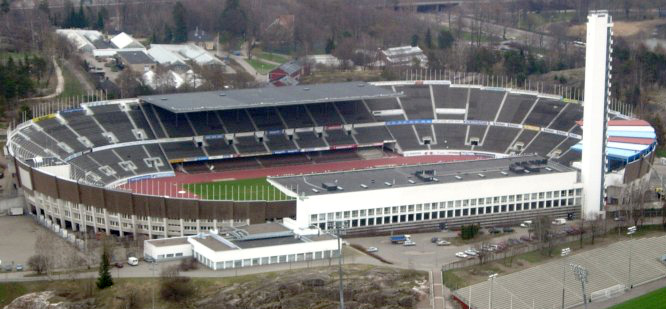
Das Olympiastadion Olympiastadion Helsinki im Jahr 2005

Der 10.000-Meter-Lauf der Männer bei den Leichtathletik-Europameisterschaften 2012 wurde am 30. Juni 2012 im Olympiastadion der finnischen Hauptstadt Helsinki ausgetragen.
Europameister wurde der für die Türkei startende gebürtige Kenianer Polat Kemboi Arıkan, drei Tage später Dritter über 5000 Meter. Er gewann vor dem italienischen EM-Dritten von 2010 Daniele Meucci. Bronze ging an den Russen Jewgeni Rybakow.

## Bestehende Rekorde
| Weltrekord           | 26:17,53 min | Kenenisa Bekele  | Brüssel, Belgien          | 26. August 2005   |
| Europarekord         | 26:52,30 min | Mohammed Mourhit | Stockholm, Schweden       | 3. September 1999 |
| Meisterschaftsrekord | 27:30,99 min | Martti Vainio    | EM Prag, Tschechoslowakei | 29. August 1978   |

Der bereits seit 1978 bestehende EM-Rekord wurde in dem rein auf den Spurt ausgerichteten Rennen auch bei diesen Europameisterschaften nicht erreicht. Der für die Türkei startende Europameister Polat Kemboi Arıkan blieb mit seiner Siegerzeit von 28:22,27 min 51,28 s über dem Rekord. Zum Europarekord fehlten ihm 1:29,97 min, zum Weltrekord 2:04,34 min.

## Doping
In diesem Wettbewerb gab es einen Dopingfall:

Der Portugiese José Rocha, der das Rennen vorzeitig beendet hatte, wurde am 11. Dezember 2012 des Verstoßes gegen die Dopingbestimmungen überführt und für zwei Jahre gesperrt. Sein Resultat bei den Europameisterschaften wurde annulliert.

## Durchführung
Wie auf der längsten Bahndistanz üblich gab es keine Vorrunde, alle 26 Teilnehmer starteten in einem gemeinsamen Finale.

## Legende
Kurze Übersicht zur Bedeutung der Symbolik – so üblicherweise auch in sonstigen Veröffentlichungen verwendet:
| DNF | Wettkampf nicht beendet (did not finish) |
| DSQ | disqualifiziert                          |
| DOP | wegen Dopingvergehens disqualifiziert    |

## Resultat

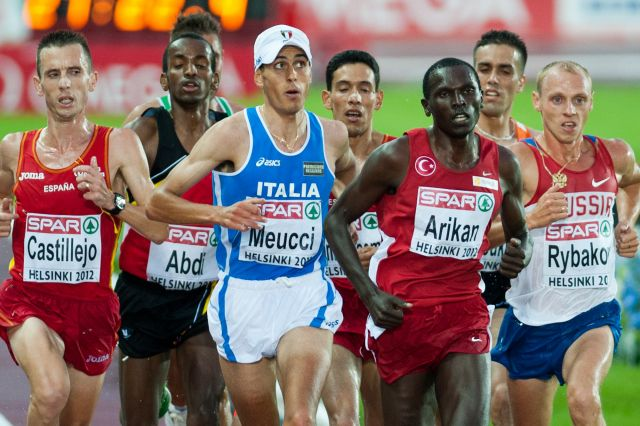
Hier war noch eine achtköpfige Spitzengruppe zusammen

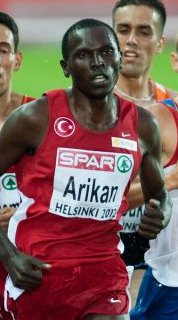
Europameister Polat Kemboi Arıkan

30. Juni 2012, 21:00 Uhr
| Platz | Name                | Nation         | Zeit (min) |
| ----- | ------------------- | -------------- | ---------- |
| 1     | Polat Kemboi Arıkan | Türkei         | 28:22,27   |
| 2     | Daniele Meucci      | Italien        | 28:22,73   |
| 3     | Jewgeni Rybakow     | Russland       | 28:22,95   |
| 4     | Bashir Abdi         | Belgien        | 28:23,72   |
| 5     | Carles Castillejo   | Spanien        | 28:24,51   |
| 6     | Ayad Lamdassem      | Spanien        | 28:26,46   |
| 7     | Khalid Choukoud     | Niederlande    | 28:26,82   |
| 8     | Rui Pedro Silva     | Portugal       | 28:31,16   |
| 9     | Keith Gerrard       | Großbritannien | 28:57,97   |
| 10    | Manuel Ángel Penas  | Spanien        | 29:02,01   |
| 11    | Koen Naert          | Belgien        | 29:02,08   |
| 12    | Stefano La Rosa     | Italien        | 29:02,53   |
| 13    | Abdi Nageeye        | Niederlande    | 29:05,12   |
| 14    | Adil Bouafif        | Schweden       | 29:07,31   |
| 15    | Mark Kenneally      | Irland         | 29:10,55   |
| 16    | Mats Lunders        | Belgien        | 29:16,46   |
| 17    | Tasama Moogas       | Israel         | 29:22,03   |
| 18    | Ronald Schröer      | Niederlande    | 29:31,06   |
| 19    | Roman Romanenko     | Ukraine        | 29:32,57   |
| 20    | David Rooney        | Irland         | 29:57,82   |
| 21    | Jarkko Järvenpää    | Finnland       | 30:59,63   |
| DNF   | Youssef El Kalai    | Portugal       |            |
| DNF   | Mykola Labovskyy    | Ukraine        |            |
| DNF   | Mustafa Mohamed     | Schweden       |            |
| DSQ   | Denis Mayaud        | Frankreich     |            |
| DOP   | José Rocha          | Portugal       | DNF        |

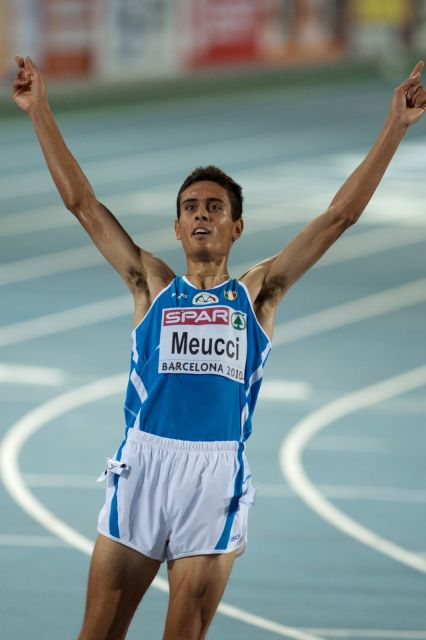
Vizeeuropameister Daniele Meucci
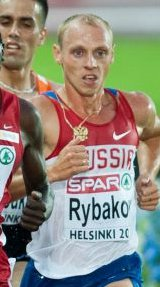
Bronzemedaillengewinner Jewgeni Rybakow
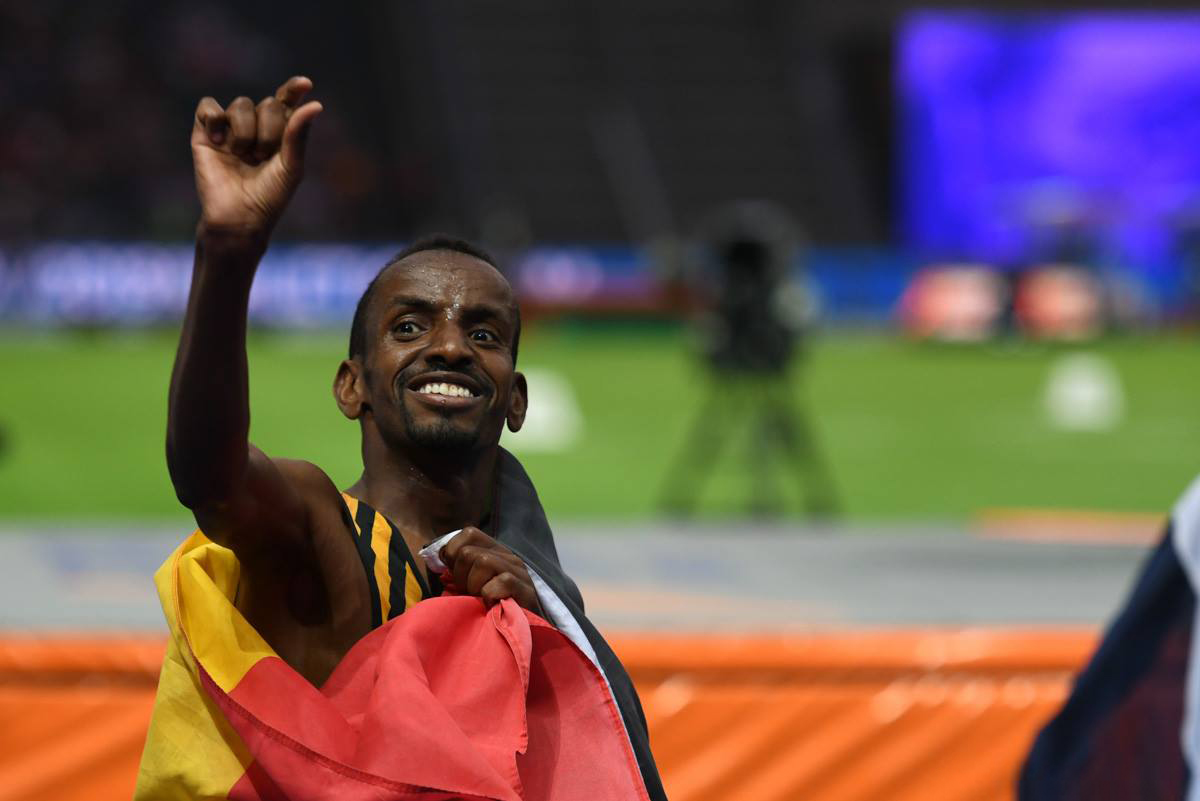
Bashir Abdi belegte Rang vier

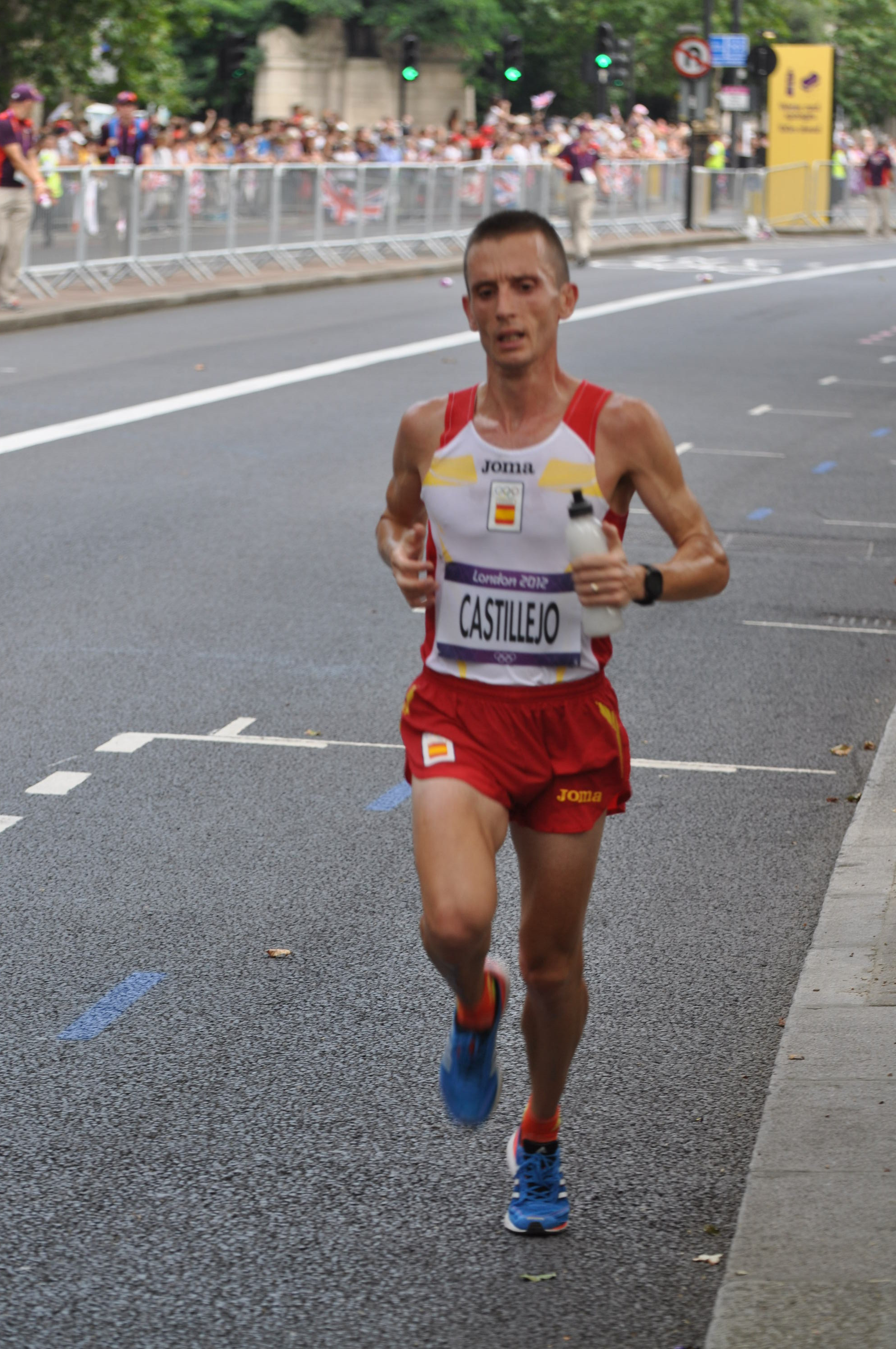
Carles Castillejo – Rang fünf
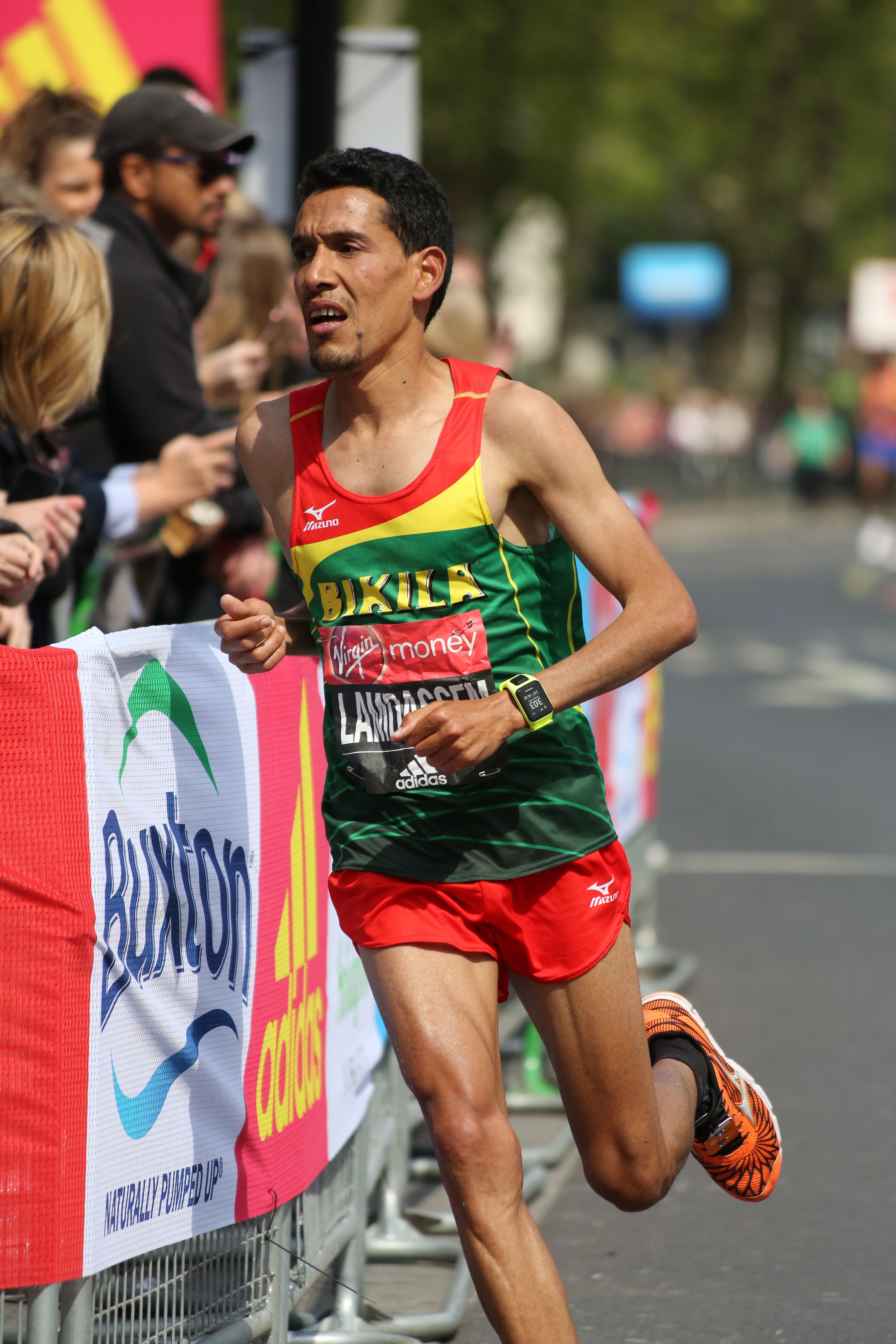
Ayad Lamdassem erreichte Platz sechs
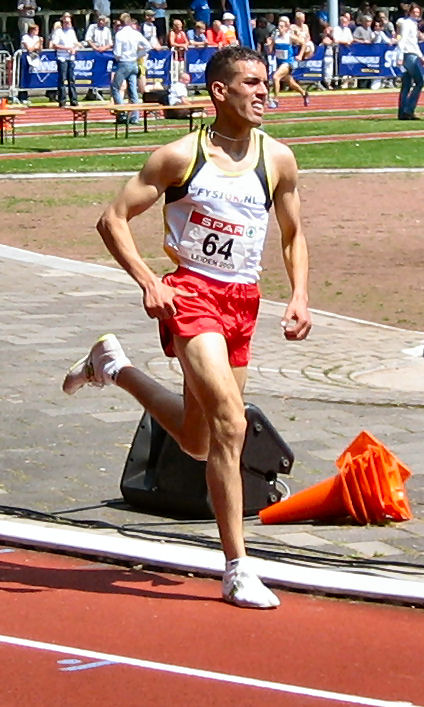
Khalid Choukoud kam auf den siebten Platz
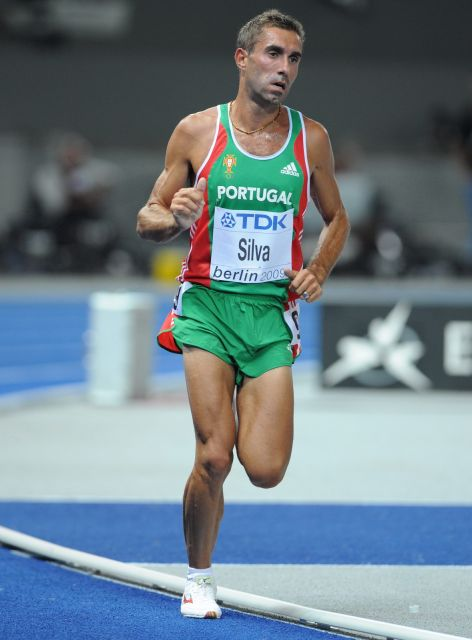
Rui Pedro Silva wurde Achter

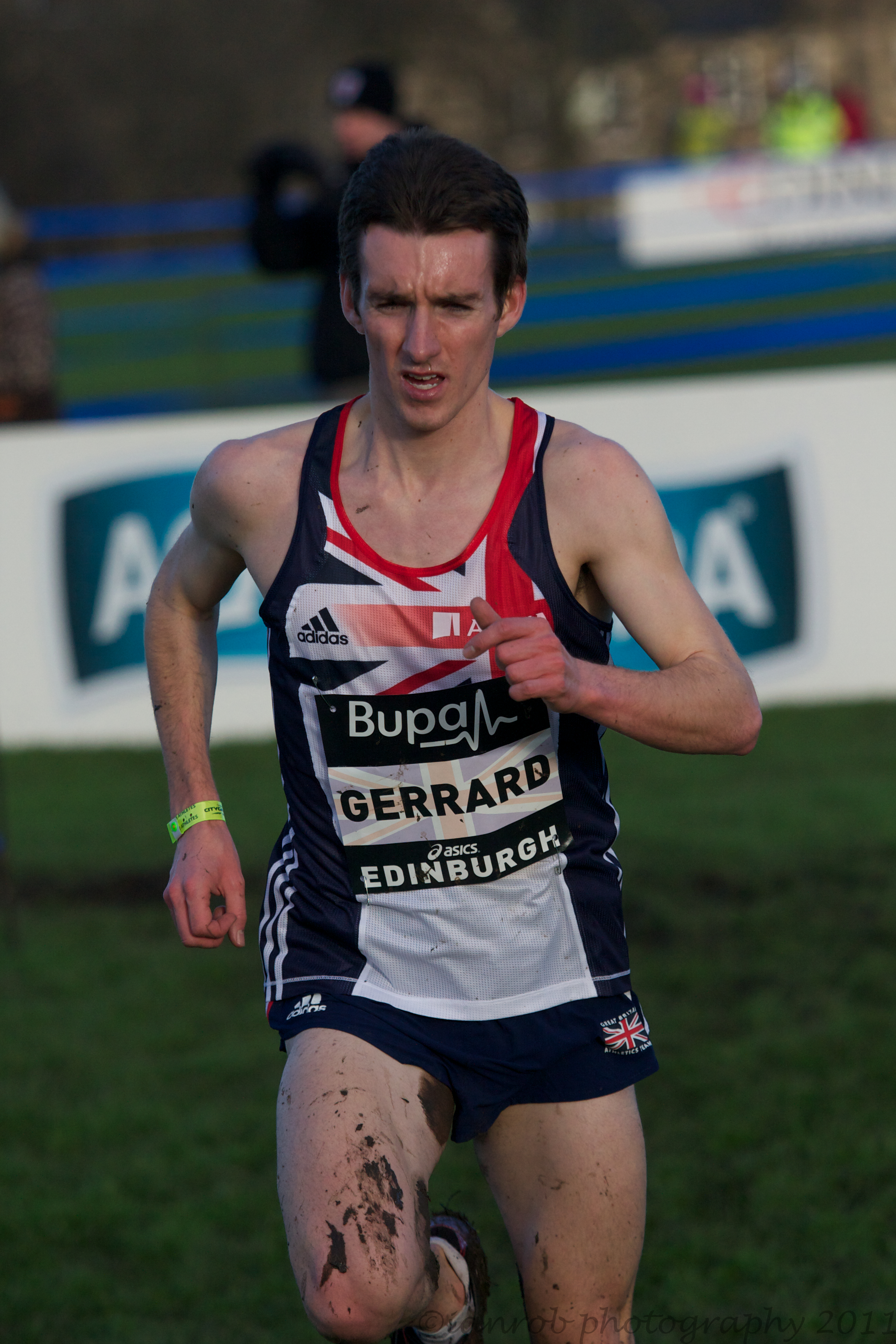
Keith Gerrard – Rang neun
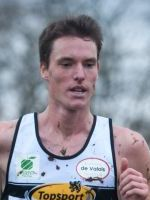
Koen Naert – Rang elf
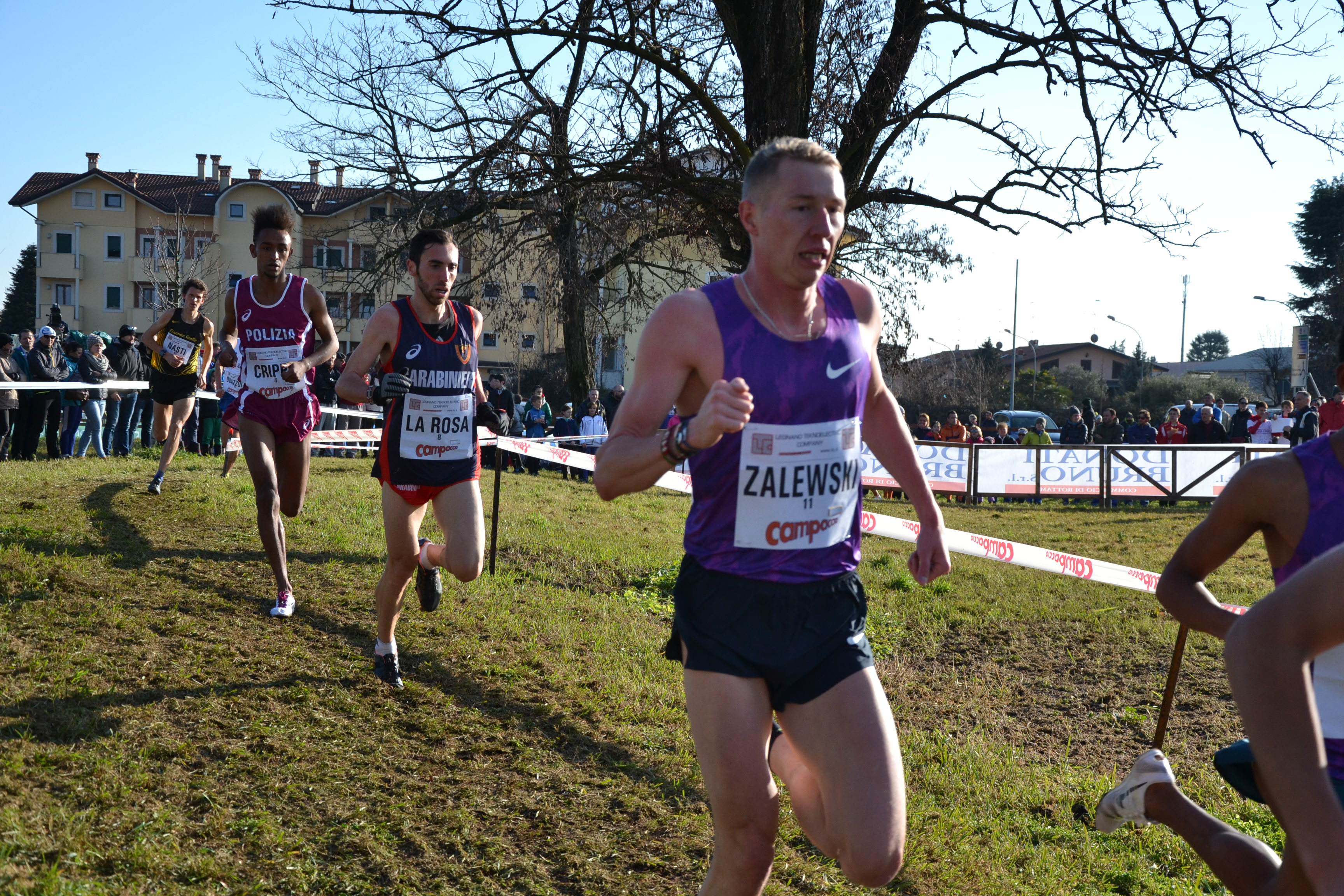
Stefano La Rosa (hier an zweiter Stelle in einem Crosslauf) – Rang zwölf

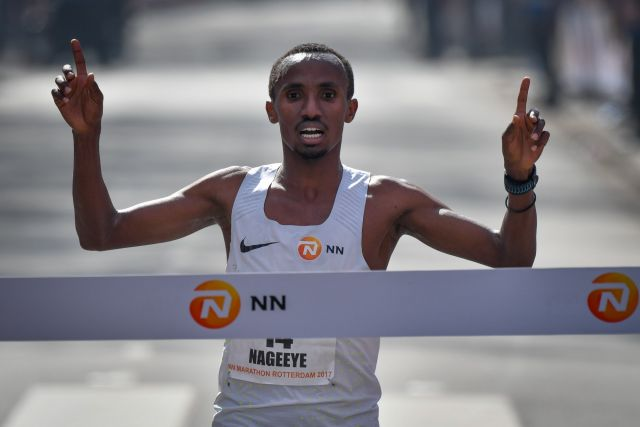
Abdi Nageeye – Rang dreizehn
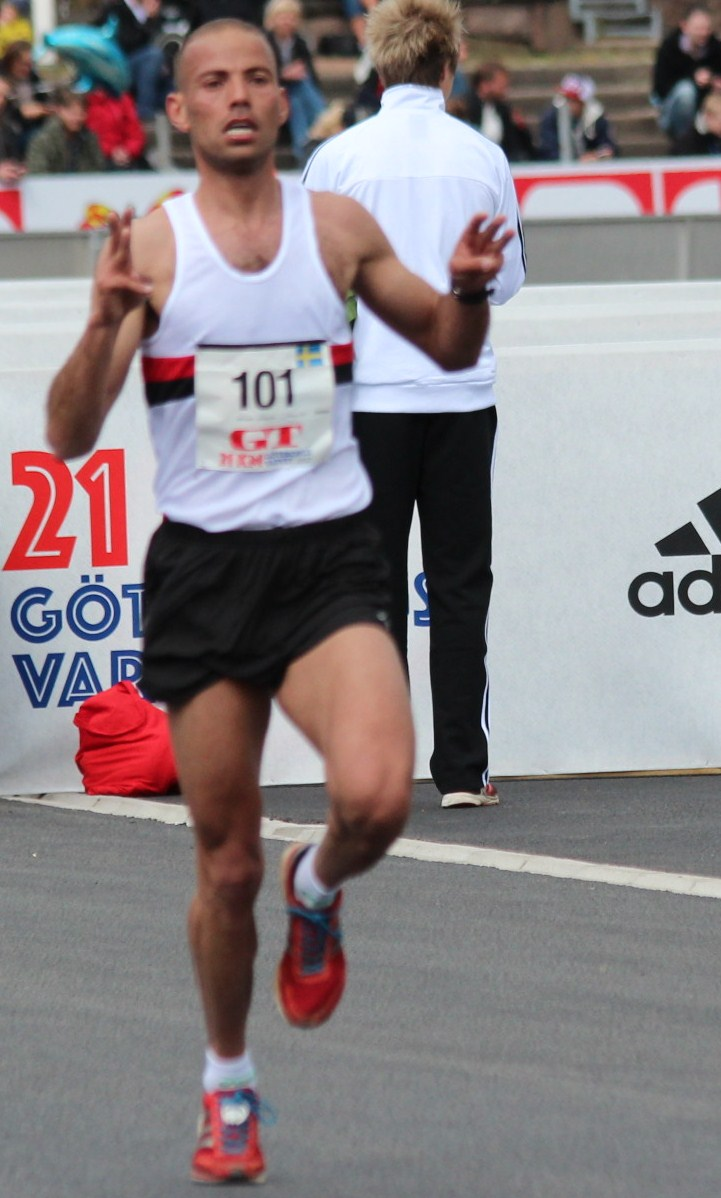
Adil Bouafif – Rang vierzehn
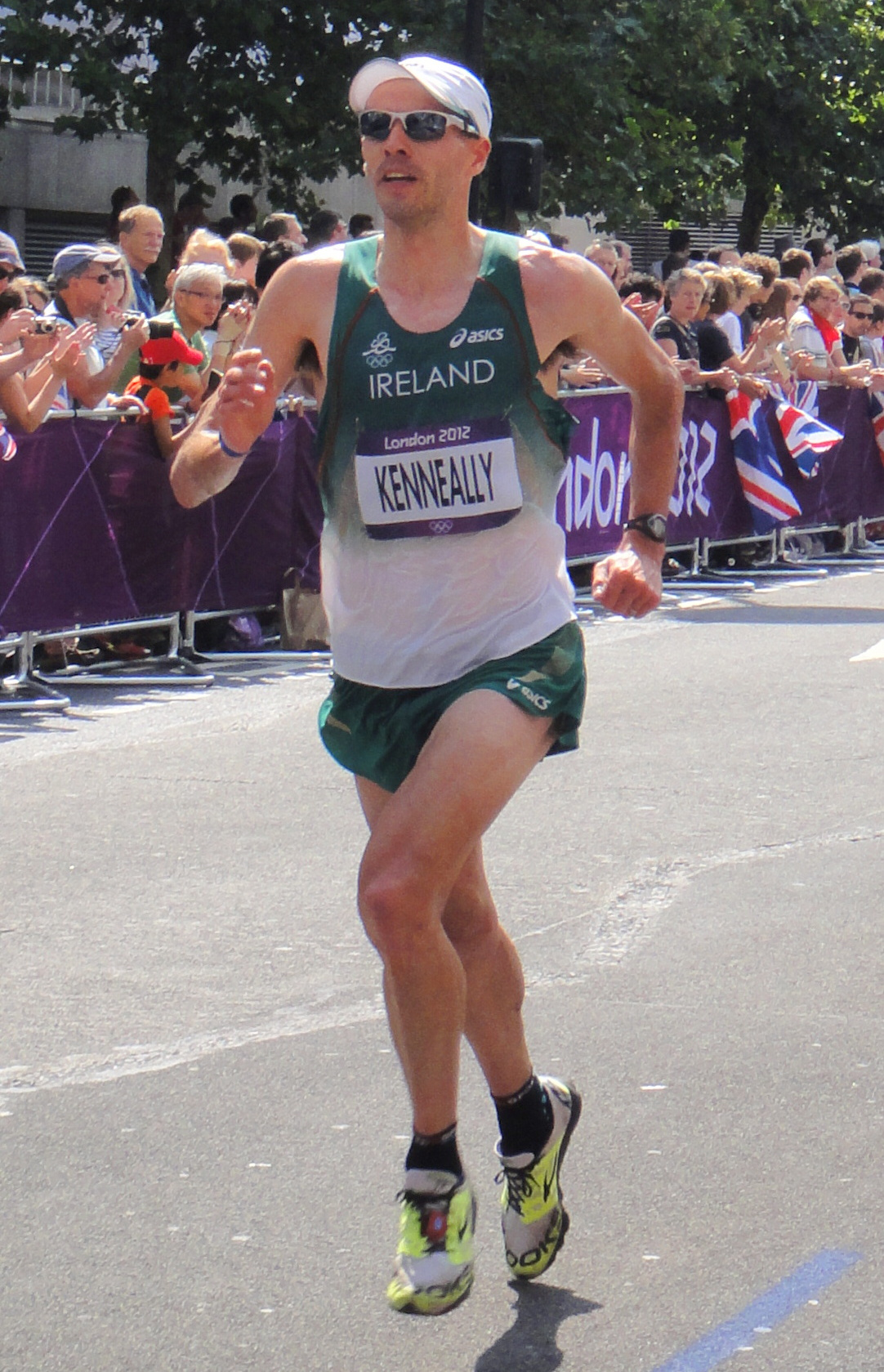
Mark Kenneally – Rang fünfzehn
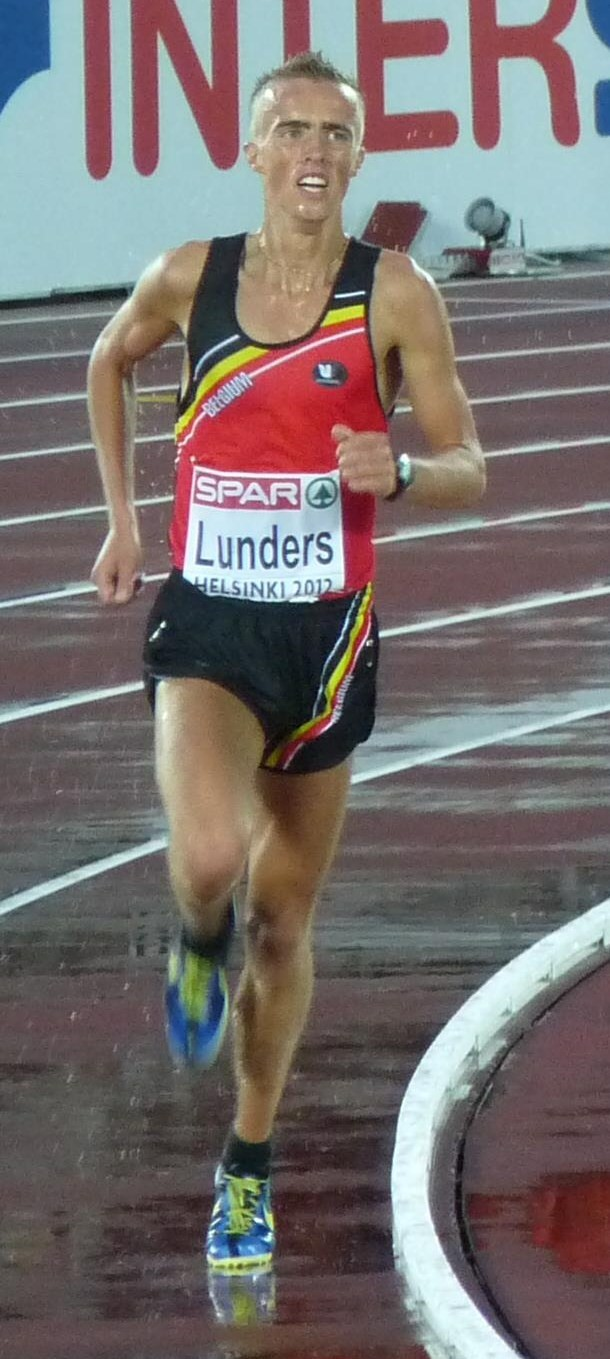
Mats Lunders – Rang sechzehn

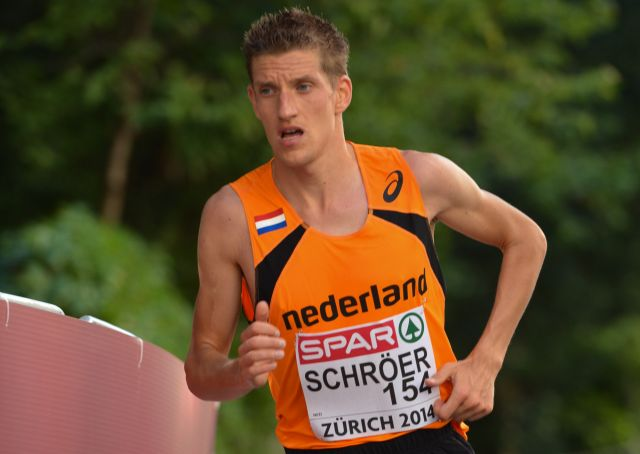
Ronald Schröer – Rang achtzehn
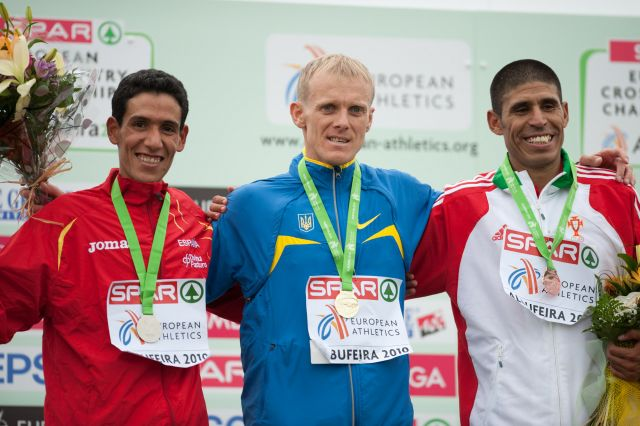
Youssef El Kalai (rechts bei der Siegerehrung der Crosslauf-Europameisterschaften 2010) – Rennen nicht beendet
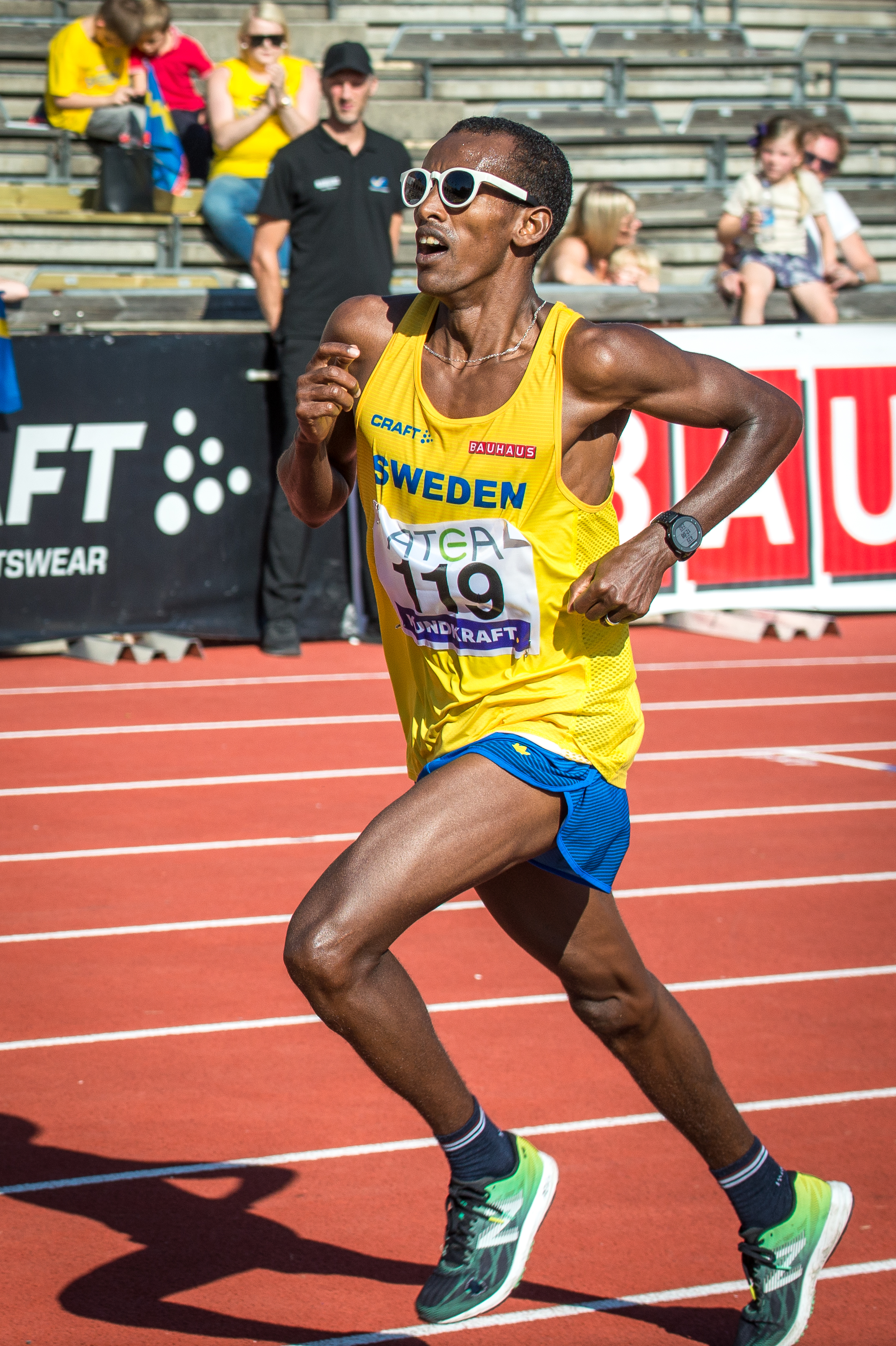
Mustafa Mohamed – Rennen nicht beendet

## Videolink
- Polat Kemboi Arıkan Avrupa şampiyonu - 2012 EC Helsinki 10000m men - YouTube_2 youtube.com, abgerufen am 24. Februar 2023